# Anonychia diversilinea
Anonychia diversilinea là một loài bướm đêm trong họ Geometridae.